# ネルソン・ペレス
ネルソン・アントニオ・ペレス（Nelson Antonio Perez, 1987年11月16日 - ）は、ドミニカ共和国ドゥアルテ州サン・フランシスコ・デ・マコリス出身の元プロ野球選手（外野手）。右投左打。

## 経歴

### 来日前
2007年にシカゴ・カブスと契約した後に、ルーキーリーグのアリゾナリーグ・カブスでプレー。
2011年にはAA級のテネシー・スモーキーズまで昇格し、88試合に出場して8本塁打・32打点の成績を残した。また、投手としても1試合にリリーフで登板したが、1/3回を1失点で敗戦投手になった。
2013年・2014年にはメキシカンリーグでプレー。2年通算で18本塁打を放った。

### 独立リーグ・石川時代
2015年3月11日に、ベースボール・チャレンジ・リーグの石川ミリオンスターズに入団。リーグ戦の開幕から、30試合の出場で打率.324、 24打点、7本塁打を記録した。5月には、打率.371、3本塁打、14打点という活躍で、野手部門の月間MVPを受賞している。
在籍期間中には、マット・マートンとマウロ・ゴメスの両外国人野手が打撃不振に見舞われていた阪神から、当時のゼネラルマネジャー (GM) 中村勝広などがペレスの視察に訪れていた。ペレス自身も、NPBの球団へ移籍することを目標に挙げていた。

### 阪神時代
2015年6月17日に阪神と契約した。背番号は95。
2015年には、入団後の約3か月間に、ウエスタン・リーグ公式戦でチーム最多の14本塁打を記録した。ペレスの獲得直後にゴメスとマートンの両野手が揃って復調したことや、主力投手のランディ・メッセンジャーや呉昇桓が一軍でプレーを続けていたことから、外国人枠との兼ね合いで9月中旬までは二軍でプレー。打線全体の不振で一軍がセントラル・リーグの優勝争いから後退したことや、呉が右足内転筋の張りを訴えて9月27日に登録を抹消されたことを受けて、翌28日に一軍昇格し、同日の対読売ジャイアンツ（巨人）戦（阪神甲子園球場）で6番・右翼手として一軍デビューした。なお、阪神はこの試合で、ペレス・ゴメス・マートンをスタメンに起用。NPBで同一球団の外国人野手3名による公式戦への同時出場が可能になった2002年以降、阪神では初めての事例であった。ペレス自身は、この試合を含めて、一軍公式戦3試合に出場。いずれもスタメンに起用されたが、通算10打席で9打数無安打で、レギュラーシーズン最終戦前日の10月3日に登録を抹消された。一軍がシーズン3位で迎えたポストシーズンでは、巨人とのクライマックスシリーズ ファーストステージに出場しない一方で、翌2016年の残留を目標に若手選手主体のフェニックスリーグへ参加。12月5日には、1年契約で残留することが球団から発表された。
2016年には、自身を含めて6人の外国人選手が在籍するチーム状況の下で、春季キャンプの序盤（2月2日）から一軍に合流。ウエスタン・リーグ公式戦では、69試合の出場で、打率.313、10本塁打、36打点という好成績を残したが、一軍公式戦への出場機会がないまま、シーズン終盤の9月29日にドミニカへ帰国。シーズン終了後の11月15日には、翌2017年の契約を結ばないことが球団から発表された。12月2日、自由契約公示された。一軍公式戦での本塁打、打点ともに0だったのはだった外国人野手は、2013年のコンラッド以来2人目となる。

### 独立リーグ・愛媛時代
阪神退団後の2017年は、北米の独立リーグに所属した。
2018年2月2日、四国アイランドリーグplusの愛媛マンダリンパイレーツに入団することが発表された。2018年シーズンは10本塁打・44打点の成績で、最多本塁打・最多打点の2冠を獲得した。2019年1月28日、愛媛を退団（自由契約）したことが発表された。

### 独立リーグ・信濃時代
2019年3月18日、信濃グランセローズと契約し、4年ぶりにベースボール・チャレンジ・リーグへ復帰した。
正式な退団の告知はなされていないが、2020年3月現在の信濃のウェブサイトには選手として掲載されておらず、2019年シーズンで退団したとみられる。

## 選手としての特徴
阪神入団当時のGMだった中村からは、「走攻守の三拍子揃った選手」との評価を受けていた。守備では主に右翼手・中堅手を務めるが、一塁手としても出場したことがある。ムードメーカーでもあり、石川に所属していた時は最下位に沈んでいたチームの雰囲気を明るくしようとするなどチームによく溶け込み、阪神への移籍が決まりチームメイトへ最後の挨拶をした時には涙を流した。

## 人物
デビッド・オルティーズと自主トレを共に行う仲である。
ドミニカ共和国の先輩であるマウロ・ゴメスを目標にしている。

## 詳細情報

### 年度別打撃成績
| 年 度     | 球 団     | 試 合 | 打 席 | 打 数 | 得 点 | 安 打 | 二 塁 打 | 三 塁 打 | 本 塁 打 | 塁 打 | 打 点 | 盗 塁 | 盗 塁 死 | 犠 打 | 犠 飛 | 四 球 | 敬 遠 | 死 球 | 三 振 | 併 殺 打 | 打 率 | 出 塁 率 | 長 打 率 | O P S |
| --------- | --------- | ----- | ----- | ----- | ----- | ----- | -------- | -------- | -------- | ----- | ----- | ----- | -------- | ----- | ----- | ----- | ----- | ----- | ----- | -------- | ----- | -------- | -------- | ----- |
| 2015      | 阪神      | 3     | 10    | 9     | 0     | 0     | 0        | 0        | 0        | 0     | 0     | 0     | 0        | 0     | 0     | 1     | 0     | 0     | 3     | 0        | .000  | .100     | .000     | .100  |
| 通算：1年 | 通算：1年 | 3     | 10    | 9     | 0     | 0     | 0        | 0        | 0        | 0     | 0     | 0     | 0        | 0     | 0     | 1     | 0     | 0     | 3     | 0        | .000  | .100     | .000     | .100  |

- 2018年度シーズン終了時

### 年度別守備成績
| 年 度 | 球 団 | 外野  | 外野  | 外野  | 外野  | 外野  | 外野     |
| 年 度 | 球 団 | 試 合 | 刺 殺 | 補 殺 | 失 策 | 併 殺 | 守 備 率 |
| ----- | ----- | ----- | ----- | ----- | ----- | ----- | -------- |
| 2015  | 阪神  | 3     | 1     | 0     | 0     | 0     | 1.000    |
| 通算  | 通算  | 3     | 1     | 0     | 0     | 0     | 1.000    |

- 2018年度シーズン終了時

### 記録
NPB
- 初出場・初先発出場：2015年9月28日、対読売ジャイアンツ25回戦（阪神甲子園球場）、6番・右翼手で先発出場
- 初打席：同上、1回表にアーロン・ポレダから二直

### 独立リーグでの打撃成績
| 年 度    | 球 団    | 試 合 | 打 数 | 得 点 | 安 打 | 二 塁 打 | 三 塁 打 | 本 塁 打 | 打 点 | 三 振 | 四 球 | 死 球 | 犠 打 | 犠 飛 | 盗 塁 | 失 策 | 併 殺 打 | 打 率 | 出 塁 率 | 長 打 率 | O P S |
| -------- | -------- | ----- | ----- | ----- | ----- | -------- | -------- | -------- | ----- | ----- | ----- | ----- | ----- | ----- | ----- | ----- | -------- | ----- | -------- | -------- | ----- |
| 2015     | 石川     | 30    | 111   | 24    | 36    | 8        | 2        | 7        | 24    | 25    | 18    | 0     | 0     | 0     | 1     | 5     | 1        | .324  | .419     | .622     | 1.040 |
| 2018     | 愛媛     | 64    | 221   | 25    | 73    | 14       | 0        | 10       | 44    | 46    | 40    | 2     | 0     | 2     | 0     | 1     | 4        | .330  | .433     | .529     | .962  |
| 2019     | 信濃     | 70    | 364   | 45    | 88    | 18       | 0        | 11       | 72    | 62    | 39    | 1     | 0     | 2     | 0     | 3     | 6        | .333  | .418     | .527     | 0.945 |
| BCL：2年 | BCL：2年 | 100   | 375   | 69    | 124   | 26       | 2        | 18       | 96    | 87    | 57    | 1     | 0     | 2     | 1     | 8     | 7        | .331  | .418     | .555     | 0.973 |
| IL：1年  | IL：1年  | 64    | 221   | 25    | 73    | 14       | 0        | 10       | 44    | 46    | 40    | 2     | 0     | 2     | 0     | 1     | 4        | .330  | .433     | .529     | .962  |

### 背番号
- 24（2015年 - 同年途中）
- 95（2015年途中 - 2016年）
- 99（2018年）
- 80（2019年）

### 登場曲
- 「NO WAY」THE BAWDIES（2015年）
- 「El Nene La Amenaza」Ft. Don Miguelo（英語版） – Sin Maquillaje（2016年）